# قياس القدرة الاحتكاكية

## مقدمة
تعد القدرة المفقودة في الاحتكاك (بالإنجليزية: Friction power)‏ بين الأجزاء الثابتة والمتحركة داخل المحرك حلقة الوصل بين القدرة النظرية والقدرة الفعلية للمحرك حيث أن:

القدرة النظرية (بالإنجليزية: Indicated power)‏ = القدرة الفعلية (القدرة الفرملية) (بالإنجليزية: Brake power)‏ + القدرة المفقودة في الاحتكاك. كلما قلت مفاقيد الاحتكاك زادت القدرة الفرملية الخارجة من المحرك وقل معدل استهلاك الوقود، لذا فإن الاحتكاك له أثر كبير علي أداء المحرك ومن الضروري قياس القدرة الاحتكاكية.

## طرق قياس القدرة الاحتكاكية
يوجد عدة طرق لقياس القدرة الاحتكاكية منها على سبيل المثال:
_ اختبار مورس Morse Test

_طريقة خط ويلان Willan's line method

_اختبار السيارات Motoring test

_الفرق بين القدرة النظرية والفعلية 

_طريقة التباطؤ Deceleration method

### اختبار مورس
يقتصر هذا الاختبار علي المحركات المتعددة الإسطوانات ولإجراء هذا الاختبار نحتاج إلي دينامومتر لقياس القدرة الفرملية وتاكومتر لقياس سرعة الدوران للمحرك.

### خطوات إجراء الاختبار
1. يتم تشغيل المحرك عند السرعة المطلوب عندها قياس القدرة المفقودة في الاحتكاك ويترك المحرك لفترة تتراوح من 10:15 دقيقة حتي تصل درجة حرارة المحرك والزيت والمياه وجميع أجزاء المحرك إلي درجة حرارة مستقرة.

2.يتم قياس القدرة الفرملية الخارجة باستخدام ديناموميتر فيعطي قيمة القدرة الفرملية(الفعلية) الكلية للمحرك (Total brake power) ويرمز لها bp,total

3.يتم إيقاف مشاركة الإسطوانة الأولي بفصل شمعة الاشتعال أو فصل حاقن الوقود بحيث لا يحدث احتراق داخل الإسطوانة.

4.يتم قياس القدرة الخارجة من الإسطوانات الثلاثة المتبقية 2 و3 و4 (bp2,3,4)مع بقاء السرعة ثابتة عند قيمتها الأولية.

5.مقدار الفرق بين القدرة الفرملية الكلية والقدرة الفرملية بعد فصل الإسطوانة الأولي يعطي القدرة النظرية (Indicated power) للإسطوانة الأولي التي تم فصل شمعة الاحتراق بداخلها.

Ip1 = bp,tot _ bp2,3,4
IP1: القدرة النظرية للإسطوانة الأولي
bp,tot: القدرة الفرملية الكلية للمحرك
bp2,3,4: القدرة الفرملية للإسطوانات 2 و3 و4
6.وبنفس الطريقة يتم إيجاد القدرة الفعلية لكل إسطوانة في المحرك حيث:

Ip2 = bp,tot _ bp1,3,4
Ip3 = bp,tot _ bp1,2,4
Ip4 = bp,tot _ bp1,2,3
7.بجمع القدرة النظرية لكل الإسطوانات نحصل علي القدرة النظرية للمحرك كله

Ip,tot = Ip1 + Ip2 + Ip3 + Ip4
8.يتم حساب القدرة الاحتكاكية عن طريق طرح القدرة الفرملية من القدرة الكلية للمحرك حيث:

Fb = Ip,tot _ bp,tot
Fb: القدرة الاحتكاكية
Ip,tot: القدرة النظرية الكلية
bp,tot: القدرة الفرملية الكلية

#### المميزات
يمتاز اختبار مورس بانه:

• سهل التنفيذ.

•منخفض التكلفة.

#### العيوب
• النتائج المعطاة معرضة للخطأ نتيجة اختلاف ظروف التشغيل عند إيقاف إحدي الإسطوانات وتغيير توزيع خليط الوقود والهواء.

• لا يطبق هذا الاختبار علي المحركات أحادية الإسطوانة.